# Oman Traktatowy
Oman Traktatowy (Oman al-Mutasali, Uman as-Sulh, Trucial Oman) – dawne państwo na terenie obecnych Zjednoczonych Emiratów Arabskich, funkcjonujące w latach 1820–1971, które w końcowej fazie istnienia obejmowało 7 szejkanatów, położonych w północno-wschodniej części Półwyspu Arabskiego:
- Abu Zabi (1820–1971)
- Adżman (1820–1971)
- Dubaj (1835–1971)
- Fudżajra (1952–1971)
- Ras al-Chajma (1820–1972)
- Szardża (1820–1971)
- Umm al-Kajwajn (1820–1971)

Od utworzenia do końca lat 60. XX wieku były one związane traktatami – z 1820 roku, 1853 roku i 1892 roku – z Wielką Brytanią (stąd nazwa państwa), stanowiąc de facto brytyjski protektorat. Po raz pierwszy określenia Oman Traktatowy użył Francis Beville Prideaux (1871–1938), przedstawiciel brytyjskiego rządu i agent polityczny w Bahrajnie w latach 1904–1909. Stolicą państwa było miasto Szardża.
W 1968 roku Oman Traktatowy wraz z Bahrajnem i Katarem utworzyły federację, jednocześnie uzyskując zapewnienie Wielkiej Brytanii, że ta opuści Bliski Wschód w ciągu 3 lat. Brytyjczycy dotrzymali obietnic. W 1971 r. Oman Traktatowy opuściły Bahrajn, Katar i emirat Ras al-Chajma, a pozostałe szejkanaty utworzyły Zjednoczone Emiraty Arabskie (ZEA). W 1972 roku emirat Ras al-Chajma powrócił do federacji ZEA.